# 博蒙地区凯
博蒙地区凯（法語：Quet-en-Beaumont，法語發音：[kɛ ɑ̃ bomɔ̃]）是法国伊泽尔省的一个市镇，位于该省东南部，属于格勒诺布尔区。该市镇总面积8.1平方公里，2009年时的人口为65人。

## 人口
博蒙地区凯人口变化图示